# Stan Lee
Stan Lee (născut Stanley Martin Lieber; n. 28 decembrie 1922, New York City, New York, SUA – d. 12 noiembrie 2018, Los Angeles, California, SUA) a fost un scriitor american de benzi desenate, redactor, actor, producător, editor, personalitate de televiziune. Stan Lee este creatorul personajului Spider-Man (Omul Păianjen). 
S-a născut în Manhattan/New York, din părinți evrei emigrați din România. Tatăl, Jack Lieber, croitor de meserie, lucra ocazional, neavând o clientelă stabilă, iar mama Celia (născută Solomon), era casnică. În timpul crizei economice mondiale de la sfârșitul anilor '20, familia fiind săracă, s-a mutat în Bronx, unde locuiau patru persoane într-o cameră (părinții, el și fratele mai mic). În ciuda vârstei sale fragede, el a câștigat băni vânzând pe stradă ziarul „New York Herald Tribune”, făcând pe ușierul la Teatrul Rivoli de pe Broadway, livrând sandwich-uri funcționarilor din Rockefeller Center sau scriind rapoarte pentru presă din partea Centrului Național de Tuberculoză. 
Cu ajutorul unui unchi, R. Solomon, care lucra ca textier la reviste de duzină de benzi desenate (numite popular „pulp fiction”, din cauza calității slabe a hârtiei pe care erau tipărite) și a editorului Martin Goodman, căsătorit cu o verișoară de-a lui, începe să lucreze la revista Captain America Comics. Prima lui semnătură ca textier la o bandă desenată datează din mai 1941. Din această perioadă datează pseudonimul lui, Stan Lee, pe care mai târziu îl va legaliza ca nume. Din 1942 și până în 1945 este înrolat în US Army, la secția de propagandă militară, unde scrie, colaborează la filme militare și ocazional desenează.
Împreună cu mai mulți artiști (mai ales Jack Kirby și Steve Ditko), a creat multe personaje, ca Spider-Man, Fantastic Four, X-Men, Avengers, Iron Man, Hulk, Thor, Daredevil, Doctor Strange etc. Compania Marvel Comics, unde a fost unul din principalii creatori, a devenit o corporație multimedia care a dominat domeniul benzilor desenate.
Se stinge din viață la 12 noiembrie 2018, la vârsta de 95 de ani, în Beverly Grove, Statele Unite.

## Copilăria
Stanley Martin Lieber s-a născut pe 28 decembrie, 1922, în Manhattan, New York, în apartamentul părinților săi, Celia și Jack Lieber, parintii sai erau Evrei români.  Mai târziu, s-au mutat în Forth Washington Avenue, în Washington Heights. Stan are un frate mai tânăr pe nume, Larry Lieber. Stan a declarat în 2006 că în timpul copilăriei, a fost influențat de cărți și filme, în special cele cu Errol Flynn, jucând roluri eroice.  În perioada adolescenței, acesta împreună cu familia sa au locuit într-un apartament în Bronx, unde a împărtășit același dormitor cu fratele său. 
Lee a urmat Liceul DeWitt Clinton în Bronx. . În tinerețea sa, a avut diferite posturi de scriitor de necrologuri și de comunicate de presă pentru Centrul Național de Tuberculoză. . A vândut abonamente pentru ziarul New York Herald Tribune . La vârsta de 15 ani, Stan a intrat în competiția de scris eseuri din liceu, "The Biggest News of the Week Contest" sponsorizată de New York Herald Tribune  Editorul ziarului i-a trimis o scrisoare de încurajare, sugerându-i să devină un scriitor profesionist, motivându-l pe tânărul Stan să devină unul dintre cei mai aclamați scriitori.  A absolvit liceul la vârsta de 16 ani și jumătate în 1939 și s-a alăturat programului de teatru, WPA Federal Theatre Project. WPA Federal Theatre Project

## Căsătorie și rezidența
Din 1945 până în 1947, Lee a locuit în chirie la ultimul etaj al unei clădiri în East 90s în Manhattan. 
Stan a luat-o de soție pe Joan Clayton Boocock  pe data de 5 decembrie, 1947  și în 1949, cuplul a cumpărat o casă în Woodmere, New York , locuind acolo până în 1952. Împreună au o fiică, Joan Celia "J. C.", Lee născută în 1950. 
Familia Lee și-a păstrat domiciliul în orașul Long Island din Hewlett Harbor, New York, din 1952 până în 1980. . Familia a deținut un apartament pe East 63rd Street în Manhattan din 1975 până în 1980  și în perioada anilor 1970 a deținut o casă de vacanță în Remsenburg, New York. În 1981, Lee împreună cu familia, s-a mutat pe Coasta de Vest, unde a cumpărat o locuință în West Hollywood, California. 

## Filantropie
Fundația Stan Lee a fost fondată în 2010 și s-a concentrat pe alfabetizare, educație și arte. Obiectivele fundației includ încurajarea programelor și a ideilor care îmbunătățesc accesul la resursele de alfabetizare precum și promovarea diversității, alfabetizării la nivel național, culturii și artei. 
Lee a donat o parte din câștigurile sale personale Universității Wyoming în perioada 1981-2001. 

## Cariera

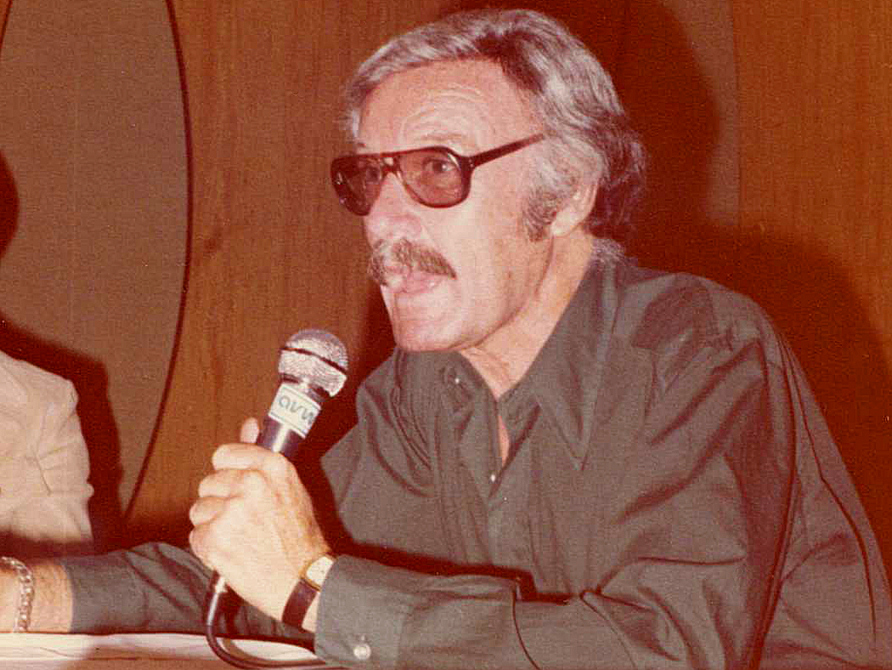
Stan Lee circa 1980

Cu ajutorul unchiului său, Robbie Solomon,, Lee a devenit asistent în 1939 la noua divizie Timely Comics a revistelor de ficțiune și cărților cu benzi desenate din cadrul companiei lui Martin Goodman, care mai târziu, prin anii 1960, urma să evolueze în Marvel Comics. A fost angajat oficial de către editorul de la Timely, Joe Simon. .
Lee s-a alăturat Armatei Statelor Unite în 1942 și a servit ca membru în divizia de Signal Corps, reparând echipamente de comunicații . Datorită laturei sale artistice, Stan a fost transferat în Divizia de Film, unde a scris manuale, filme de instruire, sloganuri, desene animate. . Când s-a întors din serviciul militar al celui de-al Doilea Război Mondial,  și-a reluat sarcinile de benzi desenate la Atlas Comics ( un rebranding al Timely Comics, urmând să devină mai târziu Marvel). . Lee a fost introdus în Asociația Regimentală a Corpului de Semnal, primind distincția de membru de onoare al Batalionului 2 al Regimentului 2 al Infanteriei S.U.A în 2017 la Convenția Emerald City Comic Con . 
Pe la mijlocul anilor 1950, în cadrul companiei Atlas Comics, deja cunoscută sub acest nume, Lee a scris povești bazate pe diferite genuri, romanță, western, ficțiune, suspans. Pentru a produce banda de ziar, "My Friend Irma", având-o în rol principal pe Marie Wilson, Stan Lee a făcut echipă alături de colegul său, Dan DeCarlo. 
Pe la sfârșitul anilor '50, ca răspuns la avântul ce-l luase concurența de la Dc Comics prin crearea serialelor de benzi desenate Flash și Justice League of America, primește, în sfârșit, o însărcinare demnă de talentul său, și anume să creeze personaje noi, de succes, pentru editorul Martin Goodman (editura Marvel Comics).
În această încercare, Stan are curajul de a umaniza personajele sale, ieșind din tiparele de succes de până atunci, idealizate, precum Super-Man, căruia nimeni și nimic nu-i putea sta în cale. Tocmai acest fler al lui a fost cheia succesului. Oamenii doreau personaje mai apropiate de viața de zi cu zi, de necazurile și bucuriile cetățeanului normal. Așa se nasc personaje precum: Fantastic Four, Incredible Hulk, X-Men(împreună cu desenatorul Kirby), sau Doctor Strange și „Spider-Man” (împreună cu desenatorul Steve Ditko). Spider-Man a apărut pentru prima oară în revista Amazing Fantasynr. 15, editura Marvel Comics, în luna august 1962 și a avut un succes enorm. Urmarea este cunoscută de toată lumea, s-au scris cărți, benzi desenate, s-au turnat filme cu Omul-Păianjen, cu distribuții fabuloase.
În anul 1972 îi urmează lui M. Goodman la conducerea editurii Marvel Comics. Este activ și pe plan social, la rugămintea Ministerului American al Educației și Sănătății a luat poziție împotriva consumului de droguri. În 1981 a creat o campanie de filme și o televiziune în California. Cu avocatul Peter Paul a creat la mijlocul anilor '90 o companie media, Stan Lee Media, cu un succes deosebit. La sfârșitul anului 2000 se dovedește însă că Peter Paul a fraudat compania comună, aceasta dând faliment. 
Din 2005 are propria companie de film, Pow-Purveyors of Wonder Entertainment.

## Filmografie

### Film
| An   | Film                                      | Rol                                                         | Note       |
| ---- | ----------------------------------------- | ----------------------------------------------------------- | ---------- |
| 1989 | The Trial of the Incredible Hulk          | Jury Foreman                                                | TV movie   |
| 1990 | The Ambulance                             | El însuși                                                   | Cameo      |
| 1995 | Mallrats                                  | El însuși                                                   | Cameo      |
| 2000 | X-Men                                     | Vânzător de hotdog                                          | Cameo      |
| 2000 | Citizen Toxie: The Toxic Avenger IV       | Povestitor (voce)                                           |            |
| 2000 | The Adventures of Cinderella's Daughter   | Preot                                                       |            |
| 2002 | Spider-Man                                | Bărbat (salvând fetița)                                     | Cameo      |
| 2003 | Daredevil                                 | Pieton trecând strada                                       | Cameo      |
| 2003 | Hulk                                      | Agent de securitate                                         | Cameo      |
| 2004 | Spider-Man 2                              | Bărbat (salvând o persoană nevinovată)                      | Cameo      |
| 2004 | Comic Book: The Movie                     | El însuși                                                   | Cameo      |
| 2004 | The Princess Diaries 2: Royal Engagement  | Invitat la nuntă                                            |            |
| 2005 | Fantastic Four                            | Willie Lumpkin                                              | Cameo      |
| 2005 | Conflict                                  | Trevor                                                      | Short film |
| 2006 | X-Men: The Last Stand                     | Waterhose Man                                               | Cameo      |
| 2007 | Spider-Man 3                              | Bărbat în Piața Times                                       | Cameo      |
| 2007 | Fantastic Four: Rise of the Silver Surfer | El însuși                                                   | Cameo      |
| 2007 | Mosaic                                    | Stanley                                                     |            |
| 2007 | The Condor                                | Bunicul                                                     |            |
| 2008 | Iron Man                                  | El însuși (Hugh Hefner)                                     | Cameo      |
| 2008 | The Incredible Hulk                       | Cetățean ghinionist                                         | Cameo      |
| 2010 | Iron Man 2                                | El însuși (Larry King)                                      | Cameo      |
| 2011 | Thor                                      | Șofer de camion                                             | Cameo      |
| 2011 | Captain America: The First Avenger        | General                                                     | Cameo      |
| 2012 | The Avengers                              | Cetățean                                                    | Cameo      |
| 2012 | The Amazing Spider-Man                    | Bibliotecar                                                 | Cameo      |
| 2013 | Iron Man 3                                | Membru în juriul concursului de frumusețe                   | Cameo      |
| 2013 | Thor: The Dark World                      | Pacient bolnav (El însuși)                                  | Cameo      |
| 2014 | Captain America: The Winter Soldier       | Paznic la muzeul Smithsonian                                | Cameo      |
| 2014 | The Amazing Spider-Man 2                  | Invitat la absolvire                                        | Cameo      |
| 2014 | Guardians of the Galaxy                   | Domn în vârstă                                              | Cameo      |
| 2015 | Avengers: Age of Ultron                   | Veteran al celui de-al doilea război mondial                | Cameo      |
| 2015 | Ant-Man                                   | Barman                                                      | Cameo      |
| 2016 | Captain America: Civil War                | Poștaș la Fedex                                             | Cameo      |
| 2016 | Doctor Strange                            | Pasager în autobuz                                          | Cameo      |
| 2017 | Guardians of the Galaxy Vol. 2            | Astronaut                                                   | Cameo      |
| 2017 | Spider-Man: Homecoming                    | Vecin enervat                                               | Cameo      |
| 2017 | Thor: Ragnarok                            | Frizer (cu arme letale)                                     | Cameo      |
| 2018 | Black Panther                             | Patron de cazino                                            | Cameo      |
| 2018 | Avengers: Infinity War                    | Șoferul autobuzului de școală                               | Cameo      |
| 2018 | Ant-Man and the Wasp                      | Pieton                                                      | Cameo      |
| 2019 | Captain Marvel                            | Pasager al metroului (citind scenariul filmului „Mallrats”) | Cameo      |
| 2019 | Avengers: Endgame                         | Șofer hipiot                                                | Cameo      |

### Televiziune
| An           | Serial                                     | Rol                                                      | Note                                                                                     |
| ------------ | ------------------------------------------ | -------------------------------------------------------- | ---------------------------------------------------------------------------------------- |
| 1981–1983    | Spider-Man and His Amazing Friends         | Narator (voce)                                           | 15 episoade; Also Executive producer                                                     |
| 1982–1983    | The Incredible Hulk                        | Narator (voce)                                           | 13 episoade; Also Executive producer                                                     |
| 1989         | X-Men: Pryde of the X-Men                  | El însuși/Narrator (voce)                                | Episodul: "Pilot"                                                                        |
| 1989         | Muppet Babies                              | El însuși (voce)                                         | Episodul: "Comic Capers"                                                                 |
| 1991–1992    | The Comic Book Greats                      | El însuși (gazdă)                                        | 13 episoade; Also Creator, executive producer                                            |
| 1998         | Spider-Man                                 | El însuși (voce)                                         | Episodul: "Spider Wars, Chapter 2: Farewell Spider-Man"; Also Executive producer         |
| 1994         | Fantastic Four                             | El însuși (voce)                                         | 2 episoade; Also Executive producer                                                      |
| 1997         | The Incredible Hulk                        | Cliff Walters (voce)                                     | Episodul: "Down Memory Lane"; Also Executive producer                                    |
| 2002         | The Simpsons                               | El însuși (voce)                                         | Episodul: "I Am Furious"                                                                 |
| 2003         | Spider-Man: The New Animated Series        | Frank Elson (voce)                                       | Episodul: "Mind Games: Part 1"                                                           |
| 2003         | Stripperella                               | Jerry (voce)                                             | Episodul: "Crime Doesn't Pay... Seriously, It Doesn't"; Also Creator, Executive producer |
| 2003–2004    | Madtv                                      | El însuși                                                | 2 episoade                                                                               |
| 2006         | Identity                                   | El însuși                                                | Episodul: "1.4"                                                                          |
| 2006–2007    | Who Wants to Be a Superhero?               | El însuși (gazdă)                                        | 14 episoade; Also Creator, Executive Producer                                            |
| 2007–2013    | Robot Chicken                              | El însuși (voce)                                         | 3 episoade                                                                               |
| 2007         | Heroes                                     | Șofer de autobuz                                         | Episodul: "Unexpected"                                                                   |
| 2009         | The Spectacular Spider-Man                 | Stan (voce)                                              | Episodul: "Blueprints"; Also Executive producer                                          |
| 2009–2011    | The Super Hero Squad Show                  | Primarul orașului Supereroilor (voce)                    | 12 episoade; Also Creator, executive producer                                            |
| 2010         | Black Panther                              | Generalul Wallace (voce)                                 | Episodul: "Pilot"                                                                        |
| 2010         | The Big Bang Theory                        | El însuși                                                | Episodul: "The Excelsior Acquisition"                                                    |
| 2010         | Entourage                                  | El însuși                                                | Episodul: "Bottoms Up"                                                                   |
| 2010         | Nikita                                     | Hank Excelsior                                           | Episodul: "The Guardian"                                                                 |
| 2010–2018    | Stan Lee's Superhumans                     | El însuși (gazdă)                                        | Also Creator, Executive Producer                                                         |
| 2011         | Eureka                                     | El însuși                                                | Episodul: "Glimpse"                                                                      |
| 2011         | Chuck                                      | El însuși                                                | Episodul: "Chuck Versus the Santa Suit"                                                  |
| 2011         | The Guild                                  | El însuși                                                | Episodul: "Costume Contest"                                                              |
| 2012–2017    | Ultimate Spider-Man                        | Stan, îngrijitorul școlii                                | Recurring Role                                                                           |
| 2013         | Mad                                        | Ornitolog, Tata Ștrumpf, Incredibilul om-păianjen (voce) | Episodul: "Papa / 1600 Finn"                                                             |
| 2013         | Video Game High School                     | Juriu(voce)                                              | Episodul: "Episode One"                                                                  |
| 2013         | Phineas and Ferb                           | Vânzător de hotdog (voce)                                | Episodul: "Phineas and Ferb: Mission Marvel"                                             |
| 2013         | Fangasm                                    | El însuși                                                | Episodul: "Beam Me Up, Stan"                                                             |
| 2013         | Lego Marvel Super Heroes: Maximum Overload | Vânzător de hotdog (voce)                                | Episodul: "Assualt, Off-Asgard!"                                                         |
| 2013–present | Hulk and the Agents of S.M.A.S.H.          | Stan vânzătorul (voce)                                   | Recurring Role                                                                           |
| 2014         | The Simpsons                               | El însuși (voce)                                         | Episodul: "Married to the Blob"                                                          |
| 2014         | Agents of S.H.I.E.L.D.                     | Debonair Gentleman                                       | Episodul: "T.R.A.C.K.S."                                                                 |

| An   | Joc video                        | Voce                           |
| ---- | -------------------------------- | ------------------------------ |
| 2000 | Spider-Man                       | Narator                        |
| 2001 | Spider-Man 2: Enter Electro      | Narator                        |
| 2009 | Marvel: Ultimate Alliance 2      | Senatorul Lieber               |
| 2009 | Marvel Super Hero Squad          | Primarul orașului Supereroilor |
| 2010 | Spider-Man: Shattered Dimensions | Narator                        |
| 2012 | The Amazing Spider-Man           | El însuși                      |
| 2013 | Lego Marvel Super Heroes         | El însuși                      |
| 2014 | The Amazing Spider-Man 2         | El însuși                      |

## Premii și nominalizări
| An   | Premiu                                         | Lucrare nominalizată                                    | Rezultat     |
| ---- | ---------------------------------------------- | ------------------------------------------------------- | ------------ |
| 1994 | The Will Eisner Award Hall of Fame             |                                                         | Câștigat     |
| 1995 | Jack Kirby Hall of Fame                        |                                                         | Câștigat     |
| 2000 | Burbank International Children's Film Festival | Lifetime Achievement Award                              | Câștigat     |
| 2002 | Saturn Award                                   | The Life Career Award                                   | Câștigat     |
| 2003 | Hugo Award                                     | Hugo Award for Best Dramatic Presentation- Spider-Man   | Nominalizare |
| 2005 | Hugo Award                                     | Hugo Award for Best Dramatic Presentation- Spider-Man 2 | Nominalizare |
| 2008 | National Medal of Arts                         |                                                         | Câștigat     |
| 2009 | Hugo Award                                     | Hugo Award for Best Dramatic Presentation- Iron Man     | Nominalizare |
| 2009 | USC Scripter Award                             | Scripter Award- Iron Man                                | Nominalizare |
| 2009 | Scream Awards                                  | Comic-Con Icon Award                                    | Câștigat     |
| 2011 | Hollywood Walk of Fame                         |                                                         | Câștigat     |
| 2012 | Savannah Film and Video Festival               | Lifetime Achievement Award                              | Câștigat     |
| 2012 | Visual Effects Society Awards                  | Lifetime Achievement Award                              | Câștigat     |
| 2012 | Producers Guild of America                     | Vanguard Award                                          | Câștigat     |

- The County of Los Angeles declared 2 octombrie 2009 "Stan Lee Day".[61]
- The City of Long Beach declared 2 octombrie 2009 "Stan Lee Day".[61]

## Lucrări
Opera lui Lee include:

### DC
- DC Comics Presents: Superman #1 (2004)
- Just Imagine Stan Lee creating:
  - Aquaman (with Scott McDaniel) (2002)
  - Batman (with Joe Kubert) (2001)
  - Catwoman (with Chris Bachalo) (2002)
  - Crisis (with John Cassaday) (2002)
  - Flash (with Kevin Maguire) (2002)
  - Green Lantern (with Dave Gibbons) (2001)
  - JLA (with Jerry Ordway) (2002)
  - Robin (with John Byrne) (2001)
  - Sandman (with Walt Simonson) (2002)
  - Secret Files and Origins (2002)
  - Shazam! (with Gary Frank) (2001)
  - Superman (with John Buscema) (2001)
  - Wonder Woman (with Jim Lee) (2001)

### Marvel
- The Amazing Spider-Man #1–100, 105–110, 116–118, 200, Annual #1–5, 18 (1962–84); (backup stories): #634–655 (2010–11)[63]
- The Amazing Spider-Man, strips (1977–95)
- Avengers #1–35 (1963–66)
- Captain America #100–141 (1968–71) (continues from Tales of Suspense #99)
- Daredevil, #1–9, 11–50, 53, Annual #1 (1964–69)
- Daredevil, vol. 2, #20 (backup story) (2001)
- Epic Illustrated #1 (Silver Surfer) (1980)
- Fantastic Four #1–114, 120–125, Annual #1–6 (1961–72); #296 (1986)
- The Incredible Hulk #1–6 (continues to Tales to Astonish #59)
- Journey into Mystery (Thor) plotter #83–96 (1962–63), writer #97–125, Annual #1 (1963–66) (continues to Thor #126)
- Ravage 2099 #1–7 (1992–93)
- Savage She-Hulk #1 (1980)
- Sgt. Fury and his Howling Commandos #1–28, Annual #1 (1963–66)
- Silver Surfer #1–18 (1968–70)
- Silver Surfer vol. 2, #1 (1982)
- Silver Surfer: Judgment Day (1988) ISBN 978-0-87135-427-3
- Silver Surfer: Parable #1–2 (1988–89)
- Silver Surfer: The Enslavers (1990) ISBN 978-0-87135-617-8
- Solarman #1–2 (1989–90)
- The Spectacular Spider-Man Annual #10 (1990)
- Strange Tales (diverse stories): #9, 11, 74, 89, 90–100 (1951–62); (Human Torch): #101–109, 112–133, Annual #2; (Doctor Strange): #110–111, 115–142, 151–158 (1962–67); (Nick Fury, Agent of S.H.I.E.L.D.: #135–147, 150–152 (1965–67)
- Tales to Astonish (diverse stories): #1, 6, 12–13, 15–17, 24–33 (1956–62); Ant-Man/Giant Man: #35–69 (1962–65) (The Hulk: #59–101 (1964–1968); Sub-Mariner: #70–101 (1965–68)
- Tales of Suspense (diverse stories):#7, 9, 16, 22, 27, 29–30 (1959–62); (Iron Man): plotter #39–46 (1963), writer #47–98 (1963–68) (Captain America): #58–86, 88–99 (1964–68)
- Thor #126–192, 200, Annual #2 (1966–72), 385 (1987)
- Web of Spider-Man Annual #6 (1990)
- What If (Fantastic Four) #200 (2011)
- The X-Men #1–19 (1963–66)

### Simon & Schuster
- The Silver Surfer: The Ultimate Cosmic Experience, 114 pages, September 1978, ISBN 978-0671242251